# City On Fire (téléfilm)
Pour les articles homonymes, voir City on Fire et Heat Wave.

City On Fire (Heat Wave) est un téléfilm américain réalisé par Rex Piano et diffusé en 2009.

## Synopsis
Quand une soudaine et inexpliquée montée des températures menace de transformer la ville de Los Angeles en un véritable désert, une scientifique doit mettre sa théorie en pratique et trouver l'origine et la solution de ce problème avant qu'il ne soit trop tard.

## Fiche technique
- Scénario : Jody Wheeler, Paolo Mazzucato
- Durée : 74 min
- Pays :  États-Unis

## Distribution
- Jamie Luner : Docteur Kate Jansen
- Greg Evigan : Ed Dobbs
- Ted Monte : Oliver Wilton
- Barbara Niven : Gouverneur Carol Quinlan
- Bobby Ray Shafer : Roy Rogan
- Jake Thornton : Docteur Charles Covington
- Natalie Salins : Dana Wu
- Richard Tanner : Morty
- Lynn Milano : Madame Grier
- David Storrs : Tony
- Thomas Poster : Clive Williams
- Cole McKay : Brucker